# Coppa Continentale 2018-2019 (hockey su pista)
La Coppa Continentale 2018-2019 è stata la 38ª edizione (la ventunesima con la denominazione Coppa Continentale) dell'omonima competizione europea di hockey su pista. Il torneo, organizzato per la seconda volta tramite la formula delle final four, ha avuto luogo dal 29 al 30 settembre 2018 presso il Pavilhão Municipal di Barcelos in Portogallo.
Il trofeo è stato conquistato dal Barcellona per la diciottesima volta nella sua storia.

## Squadre partecipanti
| Club       | Qualificazione             | Partecipazioni precedenti (il grassetto indica la vittoria) |
| ---------- | -------------------------- | --- |
| Barcellona | Detentore dell'Eurolega    | 1980-1981, 1981-1982. 1982-1983, 1983-1984, 1984-1985, 1985-1986, 1987-1988, 1997-1998, 2000-2001, 2001-2002, 2002-2003, 2004-2005, 2005-2006, 2006-2007, 2007-2008, 2008-2009, 2010-2011, 2014-2015 |
| Porto      | Finalista dell'Eurolega    | 1982-1983, 1983-1984, 1986-1987, 1990-1991 |
| Lleida     | Detentore della Coppa CERS | Esordiente |
| Barcelos   | Finalista della Coppa CERS | 1991-1992, 1993-1994, 2016-2017, 2017-2018 |

## Risultati

### Semifinali
| Arbitri: | Matteo Galoppi Joseph Silecchia |

|                                          |           |                                                  |
| Di Benedetto 14'07" Oruste 20'32" 36'55" | Marcatori | 7'11" 35'08" 43'28" J. Costa 10'25" 29'34" Nunes |

| Arbitri: | Claudio Ferraro Luca Molli |

|                                                                                  |           |                               |
| Álvarez 2'57" Rodrigues 15'31" 44'13" Alabart 30'26" Bargalló 37'14" Gual 42'32" | Marcatori | 32'23" Morais 46'40" H. Costa |

### Finale
| Arbitri: | Massimiliano Carmazzi Franco Ferrari |

|                                           |                |                                               |
| Pinto 21'28" J. Costa 43'16" Nunes 44'43" | Marcatori      | 16'27" Alabart 20'34" Álvarez 44'34" Gual     |
| Alves Oliveira Pinto Nunes García Alves   | Shootout 2 – 3 | Panadero Alabart Gual Bargalló Rodrigues Gual |